# Gymnodactylus amarali
Espèce
Synonymes
- Gymnodactylus geckoides amarali Barbour, 1925
- Gymnodactylus carvalhoi Vanzolini, 2005

Gymnodactylus amarali est une espèce de geckos de la famille des Phyllodactylidae.

## Répartition
Cette espèce est endémique du Brésil.

## Étymologie
Cette espèce est nommée en l'honneur d'Afrânio Pompílio Gastos do Amaral.

## Publication originale
- Barbour, 1925 : New Neotropical Lizards. Proceedings of the Biological Society of Washington, vol. 38, p. 101-102 (texte intégral).